# 980 v.Chr.
Het jaar 980 v.Chr. is een jaartal volgens de christelijke jaartelling.

## Gebeurtenissen
- Begin van de regeerperiode van Itobaal, koning van Babylonië.